# ヨコシマタマガシラ属
ヨコシマタマガシラ属 (学名：Scolopsis) は、イトヨリダイ科の下位分類群の1つ。インド洋と西太平洋に分布する。

## 分類と名称
1814年にフランスの動物学者であるジョルジュ・キュヴィエによって初めて属として提唱された。キュヴィエがどの種を分類していたかは定かではないが、パトリック・ラッセルの図の中でテルグ語で kurite と呼ばれる種を le curite としている。伝統的に、タイプ種は1824年にペンシルベニア州から記載された Scolopsis sayanus (カイゾクスズキのシノニム)とされていたが、現在は別の分類群に位置しているため、ヨコシマタマガシラをタイプ種とする意見がある。一方で、2022年に有効種として認められた S. curite をタイプ種とする意見もある。従来スズキ目に分類されていたが、『Fishes of the World』第5版では、タイ目に分類されている。属名は「scolo (棘)」と「opsis (顔)」の合成語で、目の下にある棘に由来する。

## 下位分類
20種が分類されている。
- Scolopsis affinis W. K. H. Peters, 1877 ヒメタマガシラ (Peters' monocle bream)
- Scolopsis aurata (M. Park, 1797) (Yellowstripe monocle bream)
- Scolopsis bilineata (Bloch, 1793) フタスジタマガシラ (Two-lined monocle bream)
- Scolopsis bimaculata Rüppell, 1828 (Thumbprint monocle bream)
- Scolopsis ciliata (Lacépède, 1802) ハクセンタマガシラ (Saw-jawed monocle bream)
- Scolopsis curite Cuvier 1815 (Whitecheek monocle bream)
- Scolopsis frenata (Cuvier, 1830) (Bridled monocle bream)
- Scolopsis ghanam (Forsskål, 1775) (Arabian monocle bream)
- Scolopsis japonica (Bloch 1793) タイワンタマガシラ (Javanese monocle bream)
- Scolopsis lacrima Nakamura, Béarez & Motomura, 2019 (Teary monocle bream)
- Scolopsis lineata Quoy & Gaimard, 1824 ヨコシマタマガシラ (Striped monocle bream)
- Scolopsis margaritifera (Cuvier, 1830) シンジュタマガシラ (Pearly monocle bream)
- Scolopsis meridiana Nakamura, Russell, Moore & Motomura, 2018 (Sahul monocle bream)
- Scolopsis monogramma (Cuvier, 1830) ヒトスジタマガシラ (Monogrammed monocle bream)
- Scolopsis taeniata (Cuvier, 1830) (Black-streaked monocle bream)
- Scolopsis taenioptera (Cuvier, 1830) メガネタマガシラ (Lattice monocle bream)
- Scolopsis temporalis (Cuvier, 1830) (Bald-spot monocle bream)
- Scolopsis trilineata Kner, 1868 (Three-lined monocle bream)
- Scolopsis vosmeri (Bloch, 1792) (Vosmaer’s monocle bream)
- Scolopsis xenochrous Günther, 1872 カメンタマガシラ (Oblique-barred monocle bream)

## 分布と生息地
インド洋と西太平洋に広く分布する。水深60 mまでのサンゴ礁や砂地や泥地の底付近に生息する。

## 形態
体は細長く、側扁しており、体高は比較的高い。上下の顎にはブラシ状または小さな円錐形の歯が先細の帯状に配置され、犬歯のような歯は無い。胸鰭は短いか適度に長く、2本の不分枝軟条と12 - 17本の分枝軟条から成る。臀鰭では、第二棘が他の棘よりも長く厚い。尾鰭は二叉し、一方の条が伸びる種もいる。鱗は櫛鱗で、頭頂部の鱗は前方の目の中心の高さまで、または後鼻孔まで、または後鼻孔を超えて伸びている。眼窩下に鱗は無く、大きな後向きの棘と、その後端に一連の小さな棘または鋸歯がある。一部の種では、眼の下に前方を向いた小さな棘がある。前鰓蓋下部は鱗状か鱗が無く、後縁は鋸歯状または棘状である。鰓蓋は鱗状で、上縁には皮膚に囲まれた小さく平らな棘がある。最小種はカメンタマガシラで、最大全長は22 cmであり、最大種はヒトスジタマガシラで、最大全長は38 cmである。

## 生態
単独または群れで生活し、海底の小型甲殻類を捕食する。いくつかの種の幼魚は、他の魚種のベイツ型擬態をしている。雌性先熟の雌雄同体であることが知られている種もいる。